# Бейтенкаг
Бейтенкаг (нід. Buitenkaag) — село в нідерландській провінції Північна Голландія. Входить до муніципалітету Гарлеммермер.
Його площа становить 1,09 км², а населення станом на 2021 рік складало 480 осіб.

## Галерея

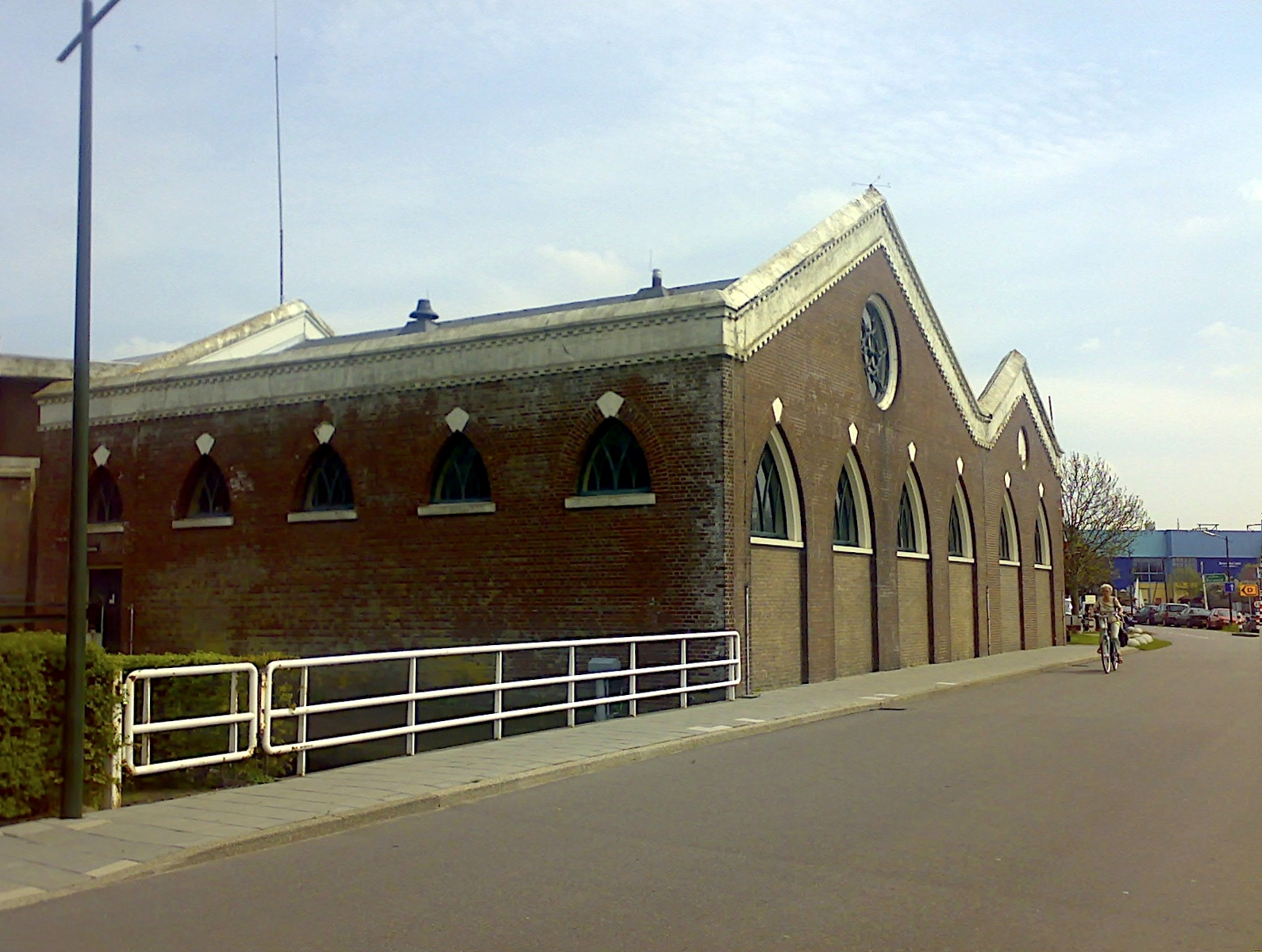
Насосна станція у селі